# 미헤소케어족
미헤·소케어족(영어: Mixe–Zoque languages)은 멕시코의 테우안테펙 지협과 인근 지역에서 쓰이는 언어들이 이루는 어족이다. 멕시코 정부는 화자 수 188,000명의 미헤어, 화자 88,000명의 소케어, 화자 69,000명의 포폴루카어(일부는 미헤어파, 일부는 소케어파에 속함)를 공인한다. 그러나 각 집단 내의 언어적 다양성은 상당하다. 에스놀로그는 미헤소케어족에 17개의 언어가 속한다고 보며, Wichmann (1995)의 분류에 따르면 오늘날 12개의 언어와 11개의 방언이 속한다. 미헤소케어족에 속한 사어로는 과거에 치아파스주 동남해안의 타파출라에서 쓰였던 타파출텍어가 있다.

## 역사
과거에 미헤소케어족은 지금보다 훨씬 넓은, 과테말라 태평양 연안(소코누스코 지역)에 이르는 영역에 분포했을 수도 있다. 테렌스 코프먼과 라일 캠벨은 다른 메소아메리카 언어들에 널리 퍼져 있는 여러 차용어를 근거로 하여, 가장 이른 시기에 메소아메리카를 지배한 문화인 올멕이 미헤소케어족 언어를 사용했을 것이라 주장했다. 또한 코프먼과 존 저스티슨은 라 모하라 스텔라 1에 새겨진 지협 문자가 고대의 미헤소케어족 언어를 적은 것이라는 가정 하에 그 텍스트를 상당 부분 해독했다고 주장한다.
두 주장 모두 비판을 받았다. 마이클 D. 코와 데이비드 스튜어트는 현전하는 지협 문자 기록은 너무나 적어서 어떤 식으로든 해독을 주장하기에 충분치 않다고 주장한다. 그들은 코프먼과 저스티슨의 해독 방법을 다른 지협 문자 자료에 적용해 보았지만 의미 있는 결과를 얻지 못했다. Wichmann (1995)은 미헤소케어족 차용어라고 주장된 몇몇 메소아메리카 언어 단어들이 실제로는 소케어파 차용어이며 미헤어파에는 속하지 않는다고 비판하였다. 만약 그렇다면 차용 시점은 올멕 문화의 전성기였던 미헤소케조어 시기보다 훨씬 나중이 된다. 그러나 이후에 미헤어파와 소케어파의 분기 시점이 앞당겨짐으로 인해 이 논거는 과거만큼 강력하지는 않다.
나중에 Kaufman (2001)은 또 미헤소케어족 차용어를 근거로 테오티와칸에 미헤소케어족이 존재했다고 주장했으며, 이후 메소아메리카 언어 지역을 특징짓는 여러 공통점을 퍼뜨리는 데 미헤소케어족이 중요한 역할을 했다고 주장했다.

### 다른 어족과의 계통 관계
미헤소케어족은 여러 대어족 가설에 포함된 바 있다. 예컨대 에드워드 사피어는 자신의 펜우티어족 가설의 “멕시코 펜우티” 분기군에 미헤소케어족을 포함시켰고 노먼 매콘은 미헤소케어족, 마야어족, 토토낙어족을 확대 마야어족 가설로 한데 묶었다. 20세기 말 라일 캠벨은 이러한 가설 대부분에 방법론적 결함이 있다며 격하했지만 그 중 확대 마야어족 가설은 가장 가능성이 커 보인다고 평가했다. 보다 최근에 발표된 두 논문은 미헤소케어족을 토토낙어족(“토토소케어족”) 또는 마야어족과 연결지을 근거를 제시한다.

## 분류

### Wichmann (1995)
Søren Wichmann (1995)은 미헤소케어족의 내적 분류를 다음과 같이 제시하였다.

### Kaufman & Justeson (2000)
다음 분류는 Kaufman & Justeson (2000)에 따른 것으로 Zavala (2000)에 인용되었다.
미헤·소케어족
- 미헤어파
  - 타파출텍어
  - 올루텍어
  - 핵심 미헤어군
    - 사율텍어
    - (분기군)
      - 저지 미헤어
      - 고지 미헤어
- 소케어파
  - 멕시코만 소케어군
    - 소테아판 소케어 (시에라 포폴루카어)
    - (분기군)
      - 테히스테펙 소케어
      - 아야파 소케어

  - 소케어군
    - 치아파스 소케어
    - 오아하카 소케어

## 음운론
Wichmann (1995)이 비교 재구한 미헤소케조어의 음운 목록은 비교적 단순하지만, 현대의 후손 언어 중 다수는 거기서 많은 변화를 겪었다. 어떤 언어들은 모음의 수가 많아졌고 어떤 언어들은 파열음 계열에서 평음과 격음의 대립이 생겼다. 어떤 언어의 일부 단어에는 설측음 음소 /l/이 나타나지만, 아마도 의성어에서 기원했을 것이다.
|        | 전설   | 중설   | 후설   |
| ------ | ------ | ------ | ------ |
| 고모음 | *i *iː | *ɨ *ɨː | *u *uː |
| 중모음 | *e *eː |        | *o *oː |
| 저모음 |        | *a *aː |        |

*ɨ *ɨː 대신 *ə *əː를 재구하기도 한다.
|        | 양순음 | 치경음 | 치경구개음 | 연구개음 | 성문음 |
| ------ | ------ | ------ | ---------- | -------- | ------ |
| 파열음 | *p     | *t     | *t͡s        | *k       | *ʔ     |
| 마찰음 |        | *s     |            |          | *h     |
| 비음   | *m     | *n     |            |          |        |
| 접근음 | *w     |        | *j         |          |        |

### 음절
미헤소케조어의 특징 중 하나는 여러 모음과 성문 파열음 및 /h/의 조합으로 이루어진 복잡한 음절핵의 존재이다. 많은 후손 언어는 복잡한 음절말 자음군이라는 특징을 보이며 이는 조어에서도 재구된다.
미헤소케조어의 음절핵은 다음과 같은 구조를 가질 수 있었다.
V – 단모음
V' – 단모음과 성문 파열음
VV – 장모음
V'V – 중간에 성문 파열음이 오는 장모음
VV' – 끝에 성문 파열음이 오는 장모음
Vh – 단모음과 h

## 문법적 특징
미헤소케어족 언어들은 핵어표시 포합어이며 복잡한 동사 형태론과 단순한 명사 형태론을 지녔다. 주어와 목적어가 동사에 표시된다. 능격-절대격 정렬이 흔하며, 생물성과 주제성에 영향을 받는 직류-역류 언어도 찾아볼 수 있다. 미헤소케어 동사 형태론은 절을 독립절과 종속절의 두 가지 유형으로 구분하며, 절의 유형에 따라 다른 상 접사와 인칭 접사가 쓰인다. 두 유형 모두 미완료상(incompletive), 완료상(completive), 비현실상(irrealis)의 3가지 상을 구분한다.

## 참고 문헌
- Brown, Cecil H.; Beck, David; Kondrak, Grzegorz; Watters, James K.; Wichmann, S. (2011). “Totozoquean”. 《International Journal of American Linguistics》 77 (3): 323–372. doi:10.1086/660972. JSTOR 10.1086/660972.
- Campbell, Lyle (1997). 《American Indian Languages》. New York: Oxford University Press.
- Campbell, L., and T. Kaufman (1976), "A Linguistic Look at the Olmecs", American Antiquity, 41 pp. 80–89.
- Justeson, John S., and Kaufman, Terrence, (1997),"A Newly Discovered Column in the Hieroglyphic Text on La Mojarra Stela 1: a Test of the Epi-Olmec Decipherment", Science, 07/11/97, Vol. 277 Issue 5323, p. 207.
- Justeson, John S., and Kaufman, Terrence (2001) Epi-Olmec Hieroglyphic Writing and Texts.
- Kaufman, Terrence, (2001) Nawa linguistic prehistory, published at website of the Mesoamerican Language Documentation Project 보관됨 2016-03-03 - 웨이백 머신
- McQuown, Norman (1942). 〈Una posible síntesis lingüística Macro-Mayance〉. 《Mayas y Olmecas》 2. México: Sociedad Mexicana de Antropología. 37–38쪽.
- Mora-Marín, David F. (2016). “Testing the Proto-Mayan-Mije-Sokean hypothesis”. 《International Journal of American Linguistics》 82 (2): 125–180. doi:10.1086/685900.
- Sapir, Edward (1929). 〈Central and North American languages〉. 《Encyclopaedia Britannica》 5 14판. 138–141쪽.
- Wichmann, Søren (1995). 《The Relationship Among the Mixe–Zoquean Languages of Mexico》. Salt Lake City: University of Utah Press. ISBN 978-0-87480-487-4.
- Wichmann, Søren (1998). 〈A conservative look at diffusion involving Mixe–Zoquean languages〉.   Roger Blench; Matthew Spriggs. 《Archaeology and Language, vol. II: Correlating archaeological and linguistic hypotheses》. One World Archaeology series, no. 29. London and New York: Routledge. ISBN 978-0-415-11761-6. OCLC 35673530.
- Brigham Young University press release on behalf of Brigham Young University archaeologist Stephen Houston and Yale University professor emeritus Michael Coe disputing Justeson/Kaufman findings.